# Hyposoter ebenitor
Hyposoter ebenitor là một loài tò vò trong họ Ichneumonidae.